# Skrawena
Skrawena (bułg. Скравена) – wieś w Bułgarii, w obwodzie sofijskim, w gminie Botewgrad. Według danych szacunkowych Ujednoliconego Systemu Ewidencji Ludności oraz Usług Administracyjnych dla Ludności, 15 września 2022 roku miejscowość liczyła 2956 mieszkańców.

## Osoby związane z miejscowością

### Urodzeni
- Wasił Kocew (1922–1986) – bułgarski generał-lejtenant
- Georgi Bliznaszki (1956) – bułgarski prawnik
- Miko Komitski  (ok. 1850–1926) – bułgarski czetnik

### Inni
- Georgi Popiwanow (1878–1963) – bułgarski folklorysta, badacz